# Голубой вагон (песня)
«Голубой вагон» — песня из советского мультфильма о приключениях Чебурашки и крокодила Гены (серия «Шапокляк»). Авторы произведения — композитор Владимир Шаинский и поэт Эдуард Успенский (он же — автор сказки «Крокодил Гена и его друзья»).

## История
Мультфильм о приключениях Гены и Чебурашки стал для Владимира Шаинского дебютом в мультипликации. Эдуард Успенский к моменту написания песни был достаточно знаменит, он уделял огромное внимание тексту и много работал над ним, контролируя этапы съёмки мультфильма с особой тщательностью.
Хотя крокодила Гену в данном мультфильме озвучивал Василий Ливанов, саму песню (равно как и «День рождения» из второго мультфильма) исполнил Владимир Ферапонтов; он же озвучил всех остальных персонажей мультфильма (за исключением Шапокляк и детей).

### Содержание и текст

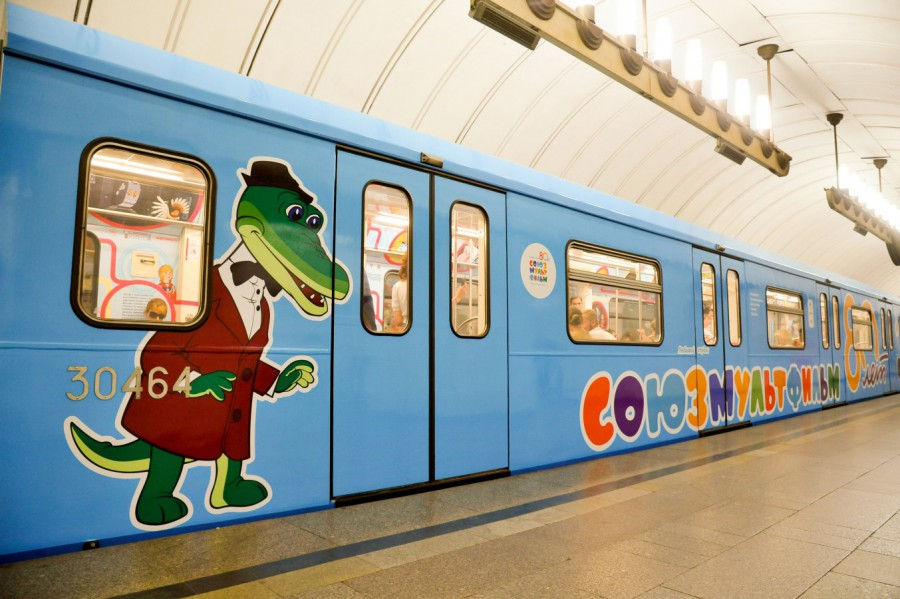
Поезд московского метро, посвящённый 80-летию киностудии «Союзмультфильм»

Несмотря на довольно позитивный и жизнеутверждающий текст, инструментальная составляющая песни вторит вокалу Ферапонтова, пропитывающему всё произведение нотками светлой грусти по уходящим приятным мгновениям. Строчка о желании продлить текущий день ещё на целый год ясно выражает сожаление автора по поводу скоротечного ритма жизни. Произведение учит оставлять прошлое в прошлом и верить только в лучшее в будущем.
В те годы во многих парках развлечений вагончики детских железных дорог красили именно в голубой цвет. Также в 80-е годы в синий цвет с красной полосой окрашивались вагоны поезда «Москва — Ростов» и «Москва — Иркутск»; голубым же цветом могли похвастать фирменные поезда «Москва — Киев» и «Москва — Минск».

## Фильмы и мультфильмы, где использована эта песня
- 1979 — «Удивительные приключения Дениса Кораблёва»
- 1980 — «Дамы приглашают кавалеров»